# We Are Young
«We Are Young» (в переводе с англ. — «Мы молоды») — песня, записанная американской инди-поп-группой Fun для их второго студийного альбома 2012 года Some Nights. Музыкально композиция представляет собой пауэр-балладу, в которой заимствуются элементы таких стилей, как инди-поп, альтернативный рок и пауэр-поп. Песня получила одобрение от музыкальных критиков, многие из которых отмечали её успех, как прорыв для инди-музыки. «We Are Young» в 2013 году получила «Грэмми» в номинации «Песня года», а также занимала первые места во многих чартах (в том числе в британском) и набрала более 1 млрд. просмотров на Youtube.

## Реакция критики
«We Are Young» получила в основном позитивные оценки от музыкальных критиков. Джоди Роузен из журнала Rolling Stone назвала песню «бесшабашенно захватывающей», отметив «способность Рюсса создавать гимны, наполненные юмором Поколения Y». Другой колумнист Rolling Stone, Стив Купер, сравнивал успех песни во многих чартах с успехом «Pumped Up Kicks» (2011) группы Foster the People, написав, что композиция, также воспроизводя «ощущение бодрой поп-новизны», стала лучшим треком второго альбома коллектива. Эл Шипли из The Village Voice соглашался с таким сравнением и добавил, что успех песни следует причислить к изменениям музыкальной индустрии, как результату активной рекламы и iTunes. В MTV News назвали «We Are Young» «прорывным гимном» группы и одной из самых неожиданных сенсаций года.
Эр-Джей Кубаруббиа из Billboard оценил старания группы в желании привнести их «тёплое ретро-звучание» в жанр лёгких баллад и назвал песню «убедительной самопрезентацией». Однако критик негативно отозвался об участии в треке Жанель Монэ, так как посчитал её вклад недостаточным: «гостевое участие Монэ стало упущенной возможностью, так как эту начинающую звезду R&B просто не слышно за вокальными гармониями, в то время как она могла привнести что-то душевное и особенное к этому, несомненно, мощному припеву».

## Использование
После того, как песня We Are Young прозвучала в сериале «Хор», её использовали ещё и в рекламе Chevrolet Sonic, показанной во время трансляции Суперкубка. После этого трек продержался семь недель на вершине чартов и опередил Эминема в онлайн-продажах.
Также песня была исполнена на церемонии закрытия Универсиады 2013 в Казани.
1 апреля 2012 года, песня была заглавной темой в события Рестлмания XXVIII. Так же она была в трейлере этого шоу, представляемом за несколько месяцев до события, на еженедельных шоу WWE Raw и WWE SmackDown.